# Emelia Quinn
Emelia Quinn (nacida en 1992) es una académica británica de inglés conocida por su trabajo en el desarrollo de la teoría vegana. Es profesora asistente de Literatura Mundial y Humanidades Ambientales en la Universidad de Ámsterdam.

## Carrera
Jason Edwards introdujo a Quinn en los estudios con animales durante sus estudios de maestría en la Universidad de York. Continuó sus estudios de doctorado en la Universidad de Oxford. Su tesis, que fue presentada en 2019, se tituló The monstrous vegan: reading veganism in literature, 1818 to present. La tesis fue supervisada por Ankhi Mukherjee y examinada por Anat Pick y Sophie Ratcliffe. Mientras estaba en Oxford, Quinn coeditó, con Benjamin Westwood, la colección Thinking Veganism in Literature and Culture: Towards a Vegan Theory. Esto fue publicado en 2018 por Palgrave Macmillan como parte de su serie Palgrave Studies in Animals and Literature.
Quinn enseñó brevemente historia del arte en la Universidad de Birmingham antes de unirse a la Universidad de Ámsterdam (UvA) como profesora de inglés en 2019. En 2021, se convirtió en profesora adjunta de Literatura Mundial y Humanidades Ambientales en la UvA. Ese mismo año, publicó la monografía Reading Veganism: The Monstrous Vegan, 1818 to Present con la serie Oxford English Monographs de Oxford University Press. Este libro se basó en la tesis doctoral de Quinn. En 2021, Quinn se convirtió en editor de la revista de Oxford University Press y la revista The Year's Work in Cultural and Critical Theory de la English Association, y, en 2022, Edinburgh University Press publicó The Edinburgh Companion to Vegan Literary Studies, que Quinn coeditado con Laura Wright.

## Investigación

### «Campvegano»
Basándose en la teoría queer, especialmente el ensayo de Susan Sontag «Notas sobre lo camp», Quinn aboga por una forma vegana de la estética camp que ella llama «camp vegano». Ella define esto como:
una lente estética y una sensibilidad que, si bien reconoce la extremidad del sufrimiento animal, busca obtener sustento de lo que antes solo les había causado dolor. Él ... ofrece una respuesta a la escala sin precedentes de la muerte animal y a la experiencia vivida en el capitalismo tardío en la que la resistencia política parece inútil. Al obtener placer de un estado de violencia masiva, el campamento vegano proporciona sustento a veganos individuales mientras rechaza una sensación dañina del vegano como un «alma hermosa» moralmente justa. ... Una sensibilidad camp representa la complicidad ineludible de las vidas veganas en el sufrimiento masivo. Esta actuación de complicidad... proporciona una forma de superar el horror y continuar luchando por el cambio frente a la aparente imposibilidad de vivir una vida ética. En este sentido, la complicidad ofrece un modo temporal de afiliación ética, una forma de ocupar el presente que reconoce, en lugar de castigar, los sentimientos de fracaso e insuficiencia.
Ejemplos de la estética del campamento vegano identificada por Quinn incluyen una obra de scrimshaw en la exposición Turner and the Whale del Hull Maritime Museum, el vestido de carne de Lady Gaga y ciertos sucedáneos de carne.

### «Veganismo monstruoso»
Reading Veganism presenta al «vegano monstruoso». Quinn identifica cuatro rasgos del vegano monstruoso:
En primer lugar, los monstruosos veganos no comen animales, una abstinencia que genera una ansiedad aparentemente inexplicable en quienes se topan con ellos. En segundo lugar, son conjuntos híbridos de partes humanas y no humanas, que desestabilizan las fronteras entre especies. En tercer lugar, los veganos monstruosos son engendrados fuera de la reproducción heterosexual, producto de actos de creación masculinos. Y, finalmente, los veganos monstruosos están íntimamente conectados con los actos de escritura y creación literaria.
El tropo del vegano monstruoso comienza, sostiene Quinn en Reading Veganism, con la criatura creada por Víctor Frankenstein en la novela Frankenstein o el moderno Prometeo de Mary Shelley de 1818. Además, identifica veganos monstruosos en la obra de H. G. Wells (incluidas La isla del doctor Moreau y La máquina del tiempo), Margaret Atwood (incluida la trilogía MaddAddam), J. M. Coetzee (específicamente el personaje de Elizabeth Costello de la novela homónima y La vida de los animales) y Alan Hollinghurst (en The Swimming-Pool Library y The Sparsholt Affair).

## Obras selectas
- Quinn, Emelia y Benjamin Westwood (2018). Thinking Veganism in Literature and Culture: Towards a Vegan Theory. Basingstoke: Palgrave Macmillan. [4]
- Quinn, Emelia (2019). Reading Veganism: The Monstrous Vegan, 1818 to Present. Oxford: Oxford University Press. [5]
- Wright, Laura y Emelia Quinn, eds. (2022). The Edinburgh Companion to Vegan Literary Studies. Edimburgo: Edinburgh University Press.